# 鋤柄玉造
鋤柄 玉造（すきがら たまぞう、1889年（明治22年）9月23日 - 1955年（昭和30年）1月18日）は、日本の海軍軍人。最終階級は海軍中将。功三級。

## 経歴
愛知県出身。1909年（明治42年）海軍兵学校第37期卒業。1920年（大正9年）海軍大学校甲種20期卒業。
1931年（昭和6年）10月、第13潜水隊司令を経て、同年12月、海軍大佐に進む。ついで、1932年（昭和7年）12月に「迅鯨」艦長、1933年（昭和8年）10月に「大鯨」艤装員長、1934年（昭和9年）3月に「大鯨」艦長を経て、同年11月、海軍潜水学校教頭に転じ、翌年11月、「金剛」艦長に任じられた。1936年（昭和11年）12月、佐世保防衛隊指令に転じ、1937年（昭和12年）12月、海軍少将に進級と同時に第3潜水戦隊司令官を発令された。
軍令部出仕を経て、1938年（昭和13年）9月、第2根拠地隊司令官に任官し、広東へ赴任。翌年11月に帰朝し、舞鶴鎮守府附、1940年（昭和15年）5月、第5潜水戦隊司令官、1941年（昭和16年）5月、第1潜水戦隊司令官を経て、再び軍令部に出仕し、同年10月、海軍中将に進級し、羅津特別根拠地隊司令官を発令され、太平洋戦争に突入する。
1942年（昭和17年）9月、軍令部出仕となり、同年12月に予備役に編入。1944年（昭和19年）5月、召集を受け船舶警戒部長を務めたのち、1945年（昭和20年）9月、召集解除となった。
1947年（昭和22年）11月、公職追放の仮指定を受けた。

## 著作
- 述『事変と我海軍』横浜貿易協会、1938年。